# Simira eliezeriana
Simira eliezeriana är en måreväxtart som beskrevs av Ariane Luna Peixoto. Simira eliezeriana ingår i släktet Simira och familjen måreväxter. Inga underarter finns listade i Catalogue of Life.